# Port lotniczy Gwadar
Port lotniczy Gwadar (IATA: GWD, ICAO: OPGD) – międzynarodowy port lotniczy położony w mieście Gwadar, w prowincji Beludżystan, w Pakistanie.

## Kierunki lotów i linie lotnicze
| Linia lotnicza                  | Kierunek                       |
| ------------------------------- | ------------------------------ |
| Pakistan International Airlines | 1. Karaczi 2. Maskat 3. Turbat |